# جوين ديفيز
جوين ديفيز (10 يونيو 1919 - 1 أبريل 1995)  (بالإنجليزية: Gwyn Davies)‏ هو لاعب كريكت بريطاني وبريطاني (وحمل سابقاً جنسية المملكة المتحدة لبريطانيا العظمى وأيرلندا). لعب مع منتخب ويلز الوطني لاتحاد الرغبي.